# آسيف علي
آسيف علي هو ممثل هندي، ولد في 4 فبراير 1986 في الهند.

## وصلات خارجية
- آسيف علي على موقع IMDb (الإنجليزية)
- آسيف علي على موقع قاعدة بيانات الفيلم (الإنجليزية)